# سکستانت

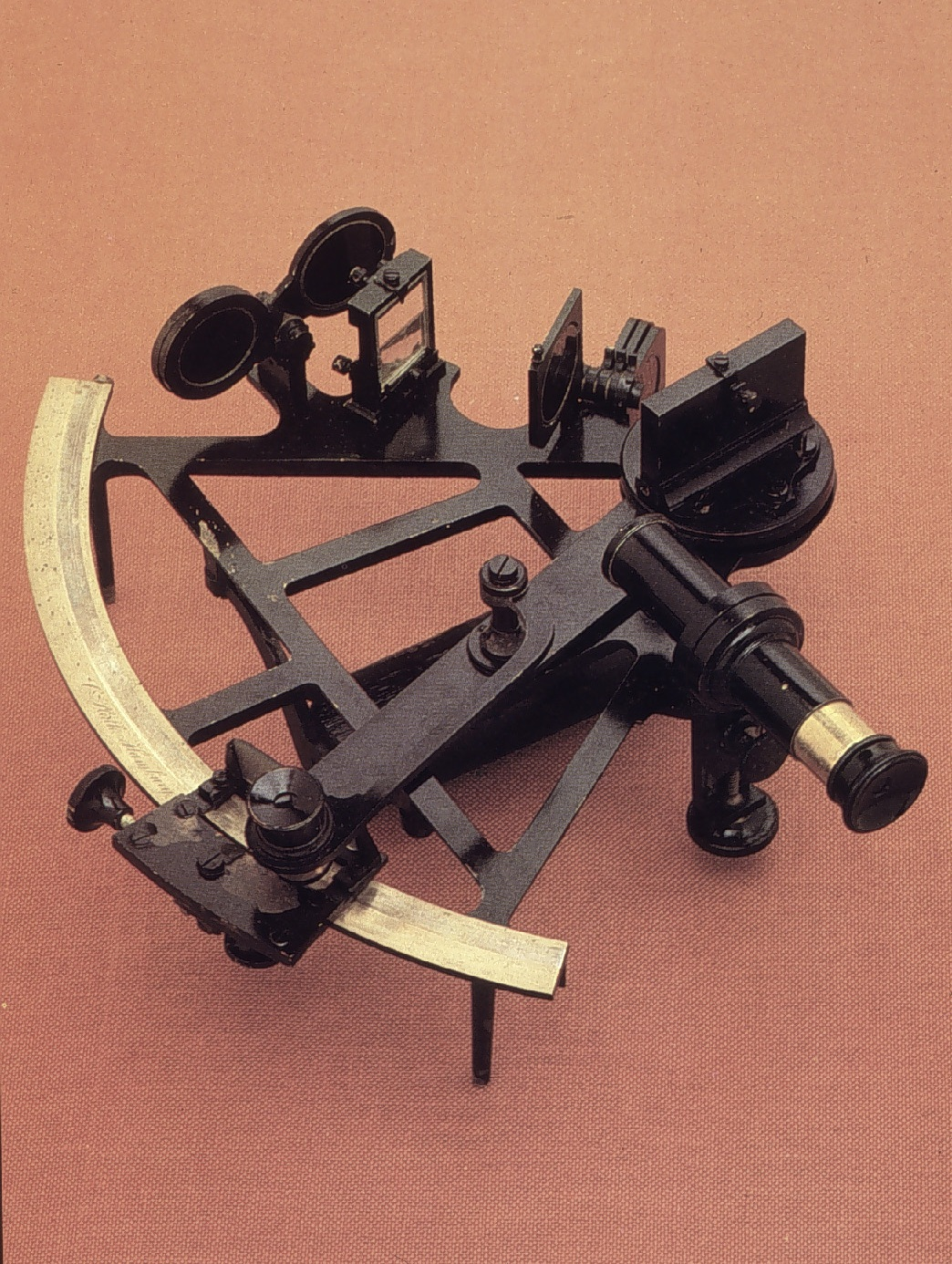
یک سکستانت

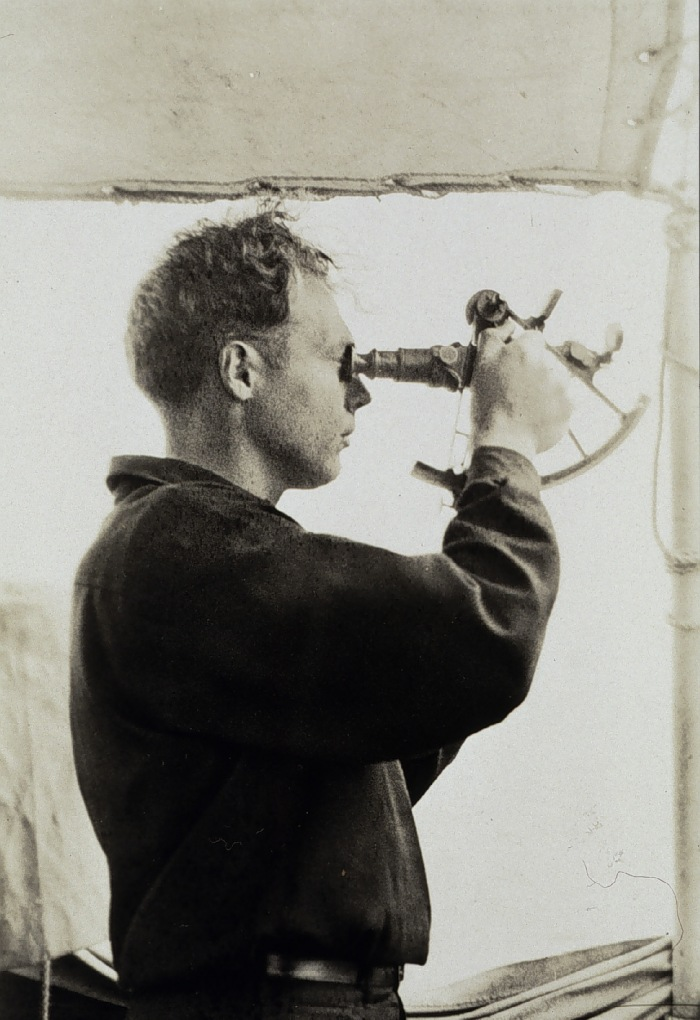
استفاده از سکستانت

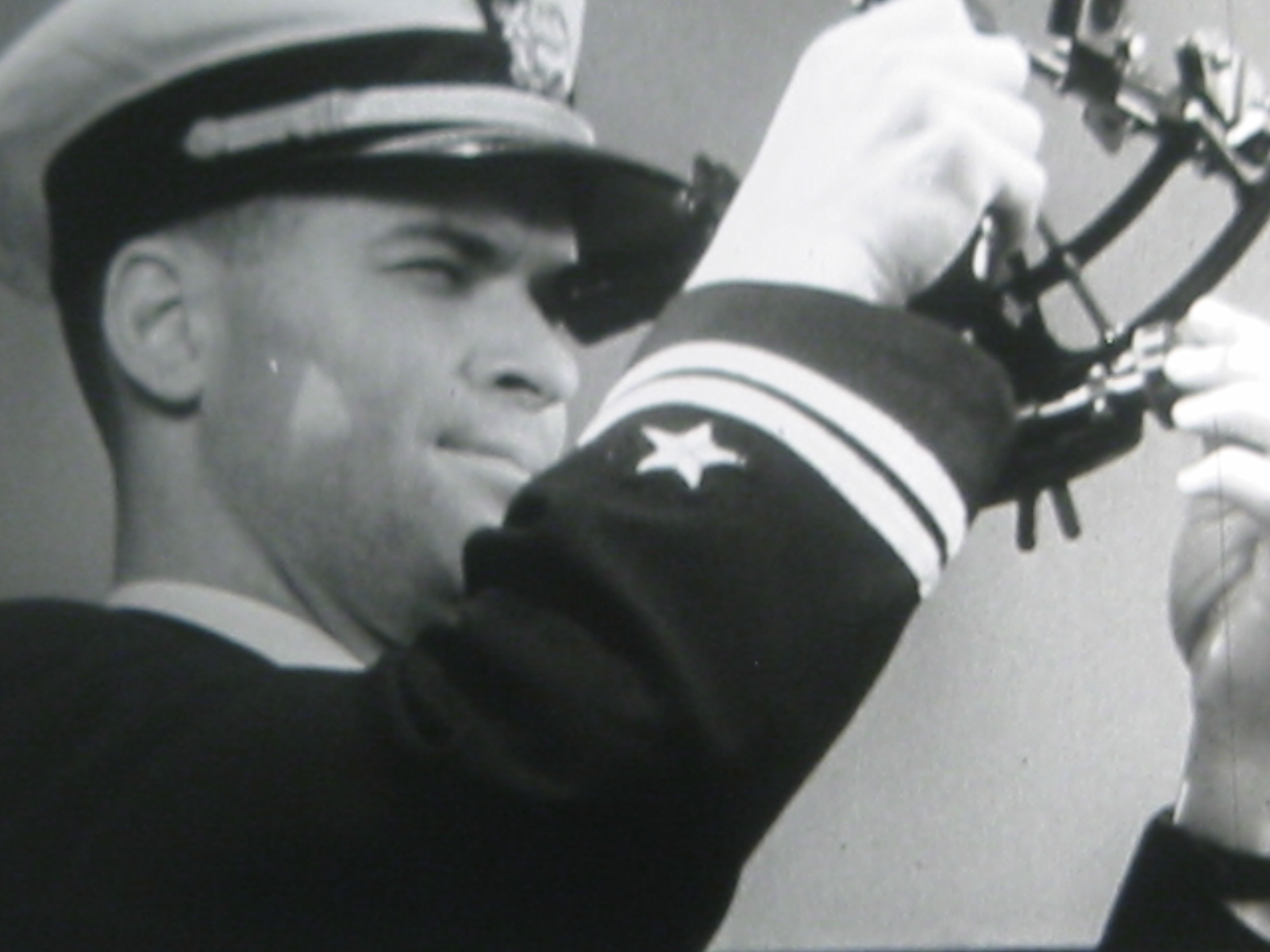
کاربرد سکستانت

سکستانت (به انگلیسی: Sextant) یا شِشَکان نوعی سدس قابل حمل است که برای ناوبری در دریانوردی به کار می‌رود.
سکستانت ابزاری برای سنجش زاویهٔ میان دو جسم قابل مشاهده و استفادهٔ اولیهٔ آن برای تعیین زاویهٔ میان اجرام آسمانی و افق (فرازای جسم) بوده‌است.
از این ابزار برای مشخص کردن یک جسم و پرتاب‌کردن یا شلیک کردن به آن یا مسیریابی به کمک ستاره‌ها استفاده می‌شده‌است. زاویه و زمان اندازه‌گیری برای محاسبهٔ خط موقعیت در جدول دریانوردی یا هوانوردی کاربرد دارند.
با نشانه‌گیری سکستانت بر روی خورشید در روز و بر روی ماه در شب می‌توان ارتفاع جغرافیایی شمالی را تشخیص داد اندازه‌گیری ارتفاع یک لندمارک می‌تواند دوری آن را از ابزار مشخص کند و سکستانت می‌تواند زاویهٔ میان اجسام را برای یک نقطه به کمک جدول مشخص کند.
سکستانت می‌تواند برای اندازه‌گیری فاصلهٔ بین ماه و ستاره‌ها و اجرام آسمانی دیگر استفاده شود و با کمک نصف‌النهار گرینویچ می‌توان عرض جغرافیایی خود را مشخص کرد.